# Gordon (Alabama)
Gordon település az USA Alabama államában. Lakosainak száma 294 fő (2020. április 1.).

## Népesség
A település népességének változása:
| Lakosok száma | 408  | 332  | 294  |
|               | 2000 | 2010 | 2020 |